# 非洲共产主义者
《非洲共产主义者》（英語：African Communist）是南非的一份共产主义杂志，由南非共产党出版，每季度发行一期。1959年，一群马克思列宁主义者创办该杂志。杂志社的总部设在约翰内斯堡。